# Músculo braquial anterior
O braquial é um músculo encontrado no compartimento anterior (flexor) do braço e atua na flexão do cotovelo, em todas as posições.
Tem uma posição profunda relativamente ao bíceps braquial. Sempre se contrai durante a flexão da articulação do cotovelo, mantendo a flexão, independente da posição do braço.
Origina-se proximalmente na metade distal da face anterior do úmero e distalmente insere-se no processo coronóide e tuberosidade da ulna.
É irrigado por ramos da artéria braquial.
É inervado pelo nervo musculocutâneo.

## Referência
DÂNGELO, José Geraldo & FATTINI, Carlo Américo. Anatomia básica dos sistemas orgânicos: com a descrição dos ossos, junturas, músculos, vasos e nervos. São Paulo: Editora Atheneu, 2004.